# Alcatraz

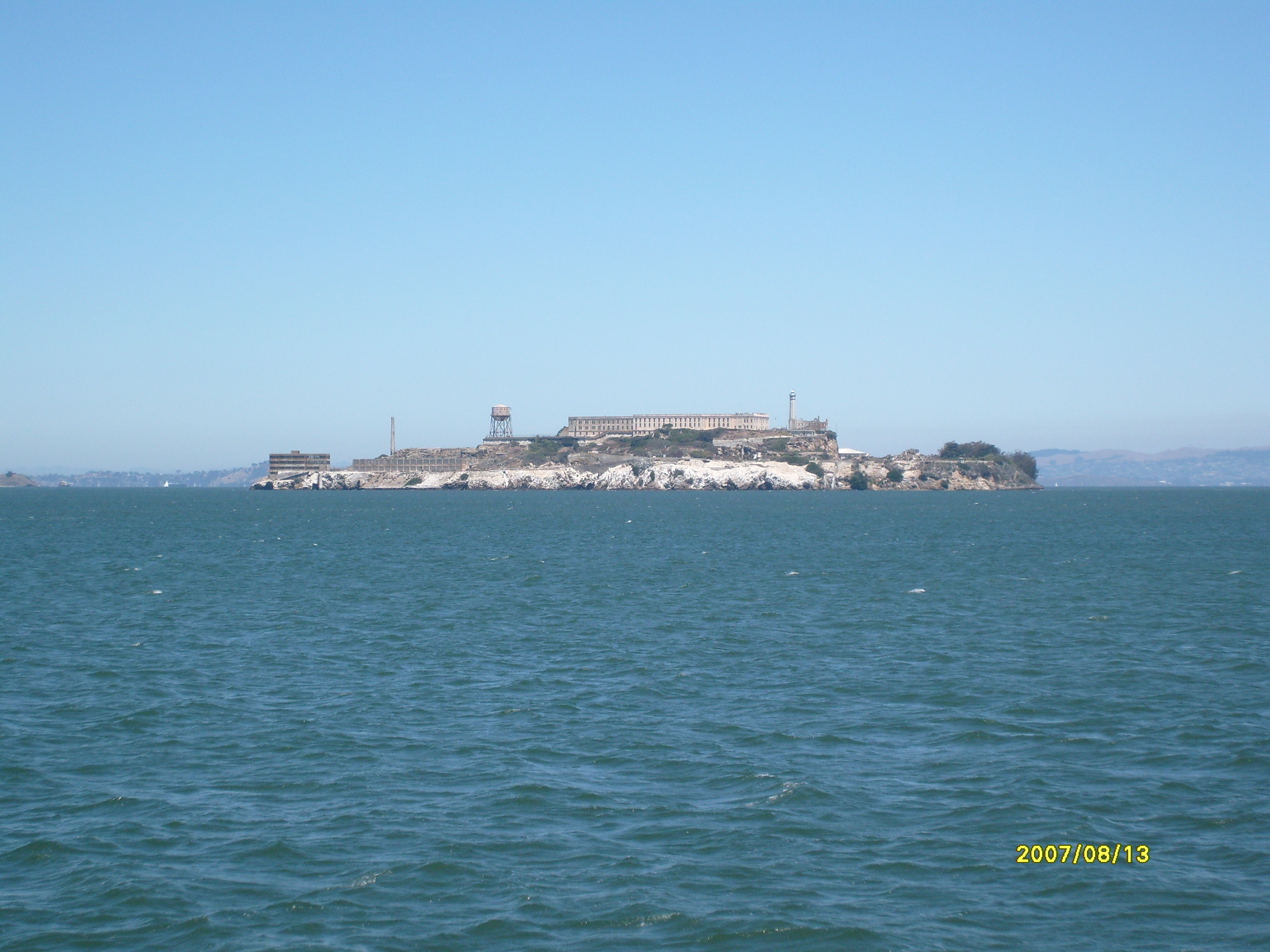

Alcatraz Island – wyspa na Zatoce San Francisco. W języku hiszpańskim zwana jest Wyspą Głuptaków (hiszp. Isla de los Alcatraces), a w angielskim nazywana także Skałą (ang. The Rock). Znajduje się na niej nieczynne już więzienie o zaostrzonym rygorze, działające od 1934 do 1963 roku. Zamknięte zostało głównie z powodu wysokich kosztów utrzymania, błędów konstrukcyjnych i powstających uszkodzeń betonowych elementów poprzez słone, nadmorskie powietrze.
Główny budynek więzienny został wybudowany w latach 1909–1912.
Więzienie nie jest jedyną atrakcją turystyczną wyspy Alcatraz. Miłośnicy przyrody i architektury mogą tam napotkać siedliska wielu gatunków roślin i ptaków (zwłaszcza mew), które w marcu zakładają gniazda.
Na wyspie znajdują się też ślady trwającej dwa lata (1969–1971) okupacji wyspy przez Indian, np. ruiny małego osiedla mieszkalnego przyległego do więzienia.
W maju 2025 prezydent USA Donald Trump zapowiedział ponowne otwarcie więzienia w tym miejscu.

## Więźniowie
Oficjalnie przez 29 lat działalności więzienia odnotowano 14 prób ucieczki z udziałem 34 więźniów, w tym dwóch, którzy próbowali uciec dwa razy; sześciu uciekinierów zastrzelono, dwóch utonęło, pięciu nie odnaleziono, pozostałych złapano. Dwóch wydostało się z wyspy, ale zostało pojmanych, jeden w 1945, drugi w 1962 roku.
Podczas najsłynniejszej próby ucieczki w dniu 11 czerwca 1962 roku trzech uciekinierów (Frank Morris oraz bracia John i Clarence Anglinowie) zdołało wydostać się za mury więzienia. Przeprowadzono zakrojone na szeroką skalę poszukiwania, aby odnaleźć zbiegłych więźniów. Stróże prawa byli pewni, że odnajdą ich ciała, ale nigdy im się to nie udało. Na podstawie opowieści o tych ucieczkach powstało kilka filmów, m.in. Ucieczka z Alcatraz z Clintem Eastwoodem. Fakt, iż przez wiele lat nie było o uciekinierach żadnej wieści i że wyjawienie informacji o ich losach gwarantowałoby sławę i pieniądze, zdawało się świadczyć, że żadna z ucieczek nie była udana. W 2018 roku ujawniono jednak, iż w 2013 policja otrzymała list, którego nadawca przedstawiał się jako John Anglin, potwierdzał udaną ucieczkę całej trójki w czerwcu 1962, wraz z prośbą o łagodny wymiar kary i opiekę medyczną (związaną z chorobą psychiczną), w zamian za ujawnienie miejsca swojego faktycznego pobytu.
W dniach 2-4 maja 1946 r. doszło do próby ucieczki, która przerodziła się w walkę pomiędzy kilkoma więźniami a strażnikami wspieranymi przez Marines nazwaną bitwą o Alcatraz. Plan ucieczki 6 więźniów polegał na próbie wykorzystania rozluźnienia dyscypliny wśród strażników (np. nieuzbrojeni strażnicy przebywający wśród więźniów nosili klucze do przejścia pomiędzy przystanią a więzieniem, podczas posiłków na galeryjkach strażniczych zamiast kilku strażników przebywał tylko jeden). 2 więźniów zatrudnianych do prac porządkowych zamierzało podczas przerwy na lunch obezwładnić i rozbroić strażników, uwolnić z cel pozostałych 4, następnie w mundurach strażników dostać się do przystani (między 14.00 a 14.30 cumowała tam motorówka przewożąca zaopatrzenie), porwać motorówkę i dostać się na brzeg lądu stałego. Wszystko przebiegało początkowo zgodnie z planem — więźniowie rozbroili i zamknęli w celach 9 strażników (2 przebywało na bloku, pozostali wracali po posiłku i wpadali w zasadzki), a następnie próbowali zdobytymi kluczami otworzyć przejście do przystani. Jednakże strażnik mający właściwy klucz zdołał go odczepić od pęku i ukryć w celi (nieostrożni więźniowie mówili, jakiego klucza szukają). Gdy więźniowie zorientowali się w sytuacji, odnaleźli ukryty klucz, ale równocześnie więźniowie przy przejściu nadal próbowali siłą otworzyć zamek niewłaściwym kluczem, którego część się ułamała i zablokowała zamek (konstrukcja drzwi uniemożliwiała przestrzelenie zamka). W tym samym czasie zastępca naczelnika poszedł sprawdzić, dlaczego strażnicy nie odbierają telefonów, i udało mu się uciec z zasadzki więźniów. Wtedy został wszczęty alarm. Więźniowie zorientowali się, że nie mają szans na ucieczkę. 3 postanowiło przy użyciu zdobytej broni walczyć do końca, a 3 wrócić do cel. Spośród tych ostatnich 1 więzień chciał uwolnić strażników, ale pozostałych dwóch kazało 1 więźniowi spośród tych, co postanowili walczyć, zastrzelić 9 zakładników. 5 z nich zostało rannych (1 zmarł w szpitalu), a wszyscy ocaleli, bo upadli na podłogę i udawali martwych. O 18.00 rozpoczął się nieudolny szturm strażników (z broni ciężkiej była ostrzeliwana część budynku, gdzie nie było buntowników), który zakończył się klęską (1 strażnik został zastrzelony a 4 rannych). Wtedy naczelnik poprosił o pomoc marines, których wzmocniony pluton przybył ze wsparciem. Okazało się jednak, że z przyczyn formalno-prawnych żołnierze nie mogą bezpośrednio walczyć z więźniami, jednakże przeszkolili strażników. W nocy podczas kolejnego szturmu strażnicy zdołali ewakuować 9 zakładników kosztem jednego rannego; zbuntowani więźniowie zajęli stanowisko na poddaszu, gdzie strażnicy nie mogli ich ostrzeliwać. Następnego dnia żołnierze (w większości weterani wojny na Pacyfiku) otrzymali zgodę na ograniczony udział w działaniach. Marines weszli na dach, zaczęli wybijać otwory i wrzucać granaty, co zmusiło więźniów do ucieczki do zamkniętego korytarza. Przeszkoleni strażnicy ogniem uniemożliwiali więźniom wydostanie się z korytarza. Decydujący szturm został odłożony na 4 maja rano (w nocy strażnicy zostali dodatkowo przeszkoleni przez marines). Strażnicy zaczęli ogniem i granatami wypierać więźniów z kolejnych pomieszczeń. 3 buntownicy zorientowawszy się, że nie mają drogi ucieczki, poddali się. 2 pozostałych więźniów (którzy chcieli zabić strażników) zostało skazanych na śmierć (wyroki wykonano w 1948 r.).

## Alcatraz w filmach i serialach
- Morderstwo pierwszego stopnia – film z roku 1995, reżyseria: Marc Rocco, scenariusz: Dan Gordon, wyst.: Christian Slater, Kevin Bacon, Gary Oldman.
- Ucieczka z Alcatraz – film wyreżyserowany przez Don Siegela opowiadający historię o ucieczce Franka Morrisa oraz braci Johna i Clarence'a Anglinów, która miała miejsce 11 czerwca 1962 roku.
- Przetrwać Alcatraz – 45 minutowy dokument transmitowany na kanale Discovery Historia. Ukazuje codzienne życie odsiadujących tam wyroki skazańców.
- Twierdza – film z 1996 roku, reżyseria: Michael Bay, wyst.: Sean Connery, Nicolas Cage, Ed Harris.
- Ptasznik z Alcatraz – film z 1962 roku, reżyseria: John Frankenheimer, wyst.: Burt Lancaster, Telly Savalas.
- Zbieg z Alcatraz (Point Blank, 1967)
- Strażnik prawa – amerykański film sensacyjny z 1976 roku, reżyseria: James Fargo. Jest to trzecia część serii o Brudnym Harrym. W Polsce znany także jako Egzekutor.
- Alcatraz serial z 2012, producentem wykonawczym jest J.J. Abrams
- Pogromcy mitów – w 8 odcinku 1 sezonu została odtworzona ucieczka z 11 czerwca 1962.
- X-Men 3: Ostatni bastion – film z roku 2006, reżyseria: Brett Ratner, scenariusz: Simon Kinberg, Zak Penn, wyst.: Hugh Jackman, Halle Berry, Ian McKellen, Patrick Stewart.
- Tajemnice i zagadki przeszłości – 4 odcinek 1 sezonu.
- Ulice San Francisco – 5 odcinek 2 sezonu pt. Going Home
- Księga Ocalenia – film z 2010 roku, reżyseria: Albert oraz Alles Hughes, wyst.: Denzel Washington, Gary Oldman